# Обратная функция спроса
Обратная функция спроса — вариант функции спроса, которая рассматривает цену товара как функцию от количества:
{\displaystyle P=f^{-1}(Q)}
Функция спроса выражает зависимость объёма реализации от цены ({\displaystyle Q=f(P)}), тогда как обратная функция спроса показывает максимальную цену, которая может быть установлена на товар для того, чтобы достичь требуемого объёма спроса Q. То есть, обратная функция спроса есть функция спроса, в которой заменены оси. Цена товара (P) обычно располагается на вертикальной, а объём (Q) — на горизонтальной оси.
Обратная функция спроса идентична функции средней выручки, где P = AR.
Для того, чтобы найти обратную функцию спроса, необходимо решить уравнение спроса для P. Так, если функция спроса имеет форму {\displaystyle Q=240-2P}, тогда ее обратная функция будет {\displaystyle P=120-0.5Q}.

## Практическое применение
Обратная функция спроса используется для выведения функций общего и предельного доходов. Общий доход равен цене товара P, умноженной на количество Q, или TR = P×Q, где TR — общий доход (от англ. total revenue). Для выведения функции общего дохода необходимо просто умножить обратную функцию на Q. Из вышеприведенного примере имеем: {\displaystyle TR=(120-.5Q)*Q=120Q-0.5Q^{2}}. Тогда, функция предельного дохода есть первая производная от функции общего дохода, то есть {\displaystyle MR=120-Q}, где MR — предельный доход (от англ. marginal revenue). Следует заметить, что в данном примере линейной функции у функции предельного дохода та же самая точка пересечения с осью y (осью ординат), что и у обратной функции спроса, а точка перечения с осью x (осью абсцисс) у функции предельного дохода — величина, вдвое меньше аналогичного значения функции спроса. При этом, наклонная функции предельного дохода вдвое больше наклонной обратной функции спроса. Такая зависимость верна для всех линейных уравнений спроса. Важность быстрого расчета предельного дохода заключается в том, что условием максимизации прибыли фирм вне зависимости от рыночной структуры является производство, в котором предельный доход равен предельным издержкам (англ. marginal cost или MC). Для нахождения предельных издержек необходимо взять первую производную от функции общих извержек.
К примеру, допустим функция издержек имеет вид {\displaystyle 420+60Q+Q^{2}}. Тогда {\displaystyle MC=60+2Q}. После приравнения MR к MC, можно получить Q, которая равна Q = 20. Следовательно, 20 и есть количество товара, максимизирующее прибыль: для нахождения цены товара, максимизирующей прибыль необходимо подставить найденное значение Q = 20 в уравнение обратной функции спроса и решить его для P.
Обратная функция спроса является той формой функции спроса, которая используется в Кресте Маршалла (ножницах Маршалла). Функция изображается в такой форме, поскольку независимая переменная располагается на оси y, а зависимая переменная — на оси x. Наклонная обратной функции тогда является ∆P/∆Q. Именно это необходимо учитывать при расчете эластичности, которая рассчитывается по формуле (∆Q/∆P) × (P/Q).

## Взаимосвязь с предельным доходом
Существует тесная связь между любой обратной функцией спроса линейной формы и функцией предельного дохода. Для любой обратной функции спроса линейной формы вида P = a — bQ, функция предельного дохода имеет форму MR = a — 2bQ. Функция предельного дохода и обратная функция спроса линейной формы имеют следующие свойства:
- Обе функции линейны.[8]
- Обе функции имеют одну и ту же точку пересечения с осью y.[7]
- Значение точки пересечения с осью x у функции предельного дохода вдвое меньше точки пересечения обратной функции спроса.
- Наклонная у функции предельного дохода вдвое больше наклонной обратной функции спроса.[7]
- Функция предельного дохода всегда ниже обратной функции спроса для любого положительного объема.[9]